# 水底
| ウィキペディアには「水底」という見出しの百科事典記事はありません（タイトルに「水底」を含むページの一覧/「水底」で始まるページの一覧）。 代わりにウィクショナリーのページ「水底」が役に立つかもしれません。 |